# Charlie Hollings

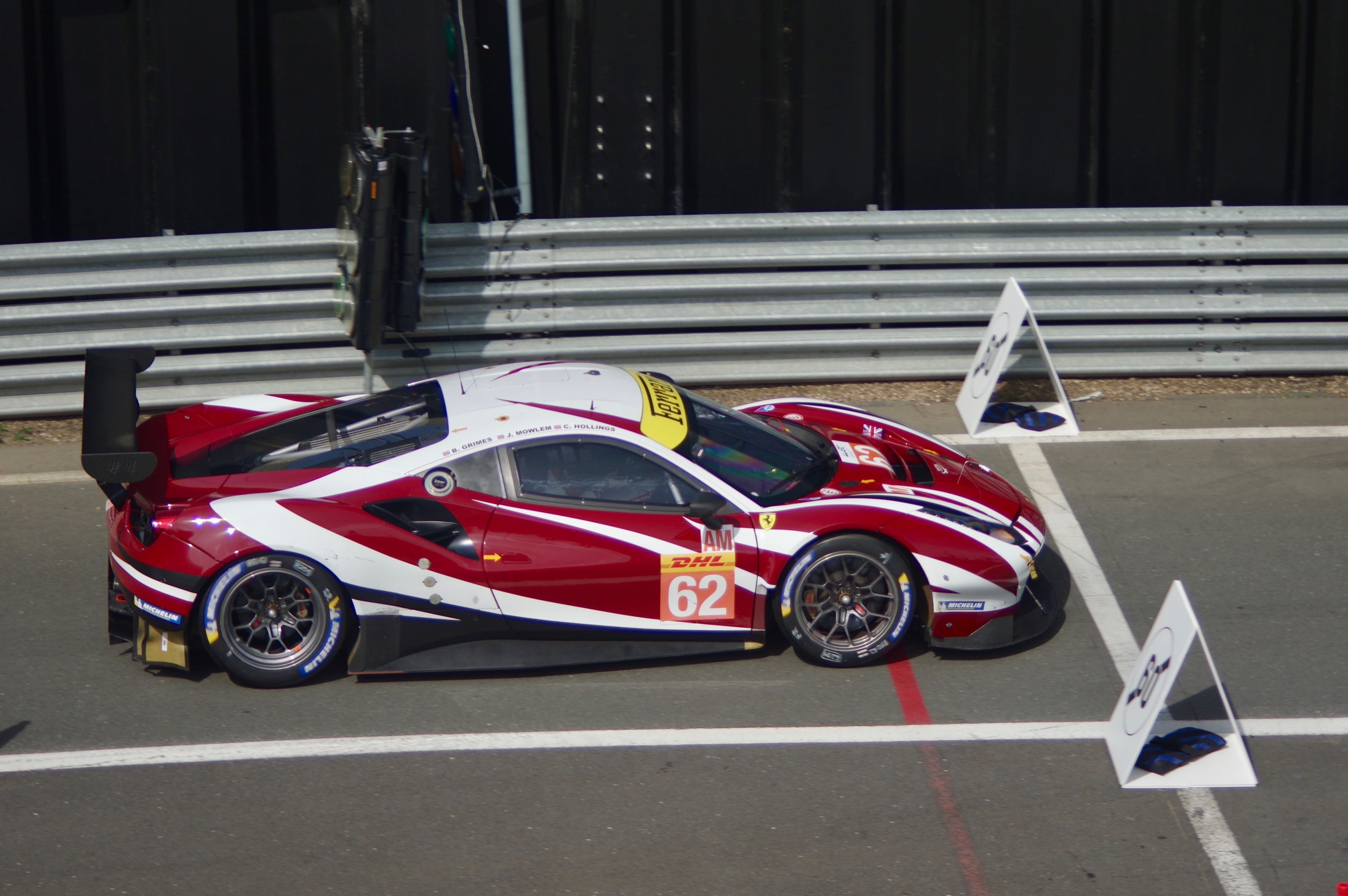
Der Ferrari 488 GTE Evo von Johnny Mowlem, Bonamy Grimes und Charlie Hollings beim 4-Stunden-Rennen von Silverstone 2019

Charles „Charlie“ Hollings (* 23. Juni 1986 in Otley) ist ein britischer Autorennfahrer.

## Karriere als Rennfahrer
Charlie Hollings begann seine Karriere 1999 in der britischen Nachwuchsformel First und wechselte im Jahr darauf in die Formel Ford. In den folgenden Jahren fuhr er Formel-Renault- und Formel-3-Rennen. Nachdem zählbare Erfolge weitgehend ausblieben, beendete er Ende der 2000er-Jahre die Versuche im Monopostosport Fuß zu fassen. 
Er wurde zum regelmäßigen Starter in den Rennserien des britischen GT-Sports. Sein größter Erfolg in einer Meisterschaft war der Gesamtsieg im britischen GT-Cup 2015. Neben Einsätzen in der European Le Mans Series trat er ab 2019 in der FIA-Langstrecken-Weltmeisterschaft  an. Sein Debüt beim 24-Stunden-Rennen von Le Mans endete 2020 mit dem 41. Gesamtrang.

## Statistik

### Le-Mans-Ergebnisse
| Jahr | Team             | Fahrzeug            | Teamkollege   | Teamkollege   | Platzierung | Ausfallgrund |
| ---- | ---------------- | ------------------- | ------------- | ------------- | ----------- | ------------ |
| 2020 | Red River Racing | Ferrari 488 GTE Evo | Johnny Mowlem | Bonamy Grimes | Rang 41     |              |